# Miguel Alberto Flangini Ximénez
Miguel Alberto Flangini Ximénez (1824 - 1900) fou un polític uruguaià, que va servir, per un breu període, com a president interí del seu país l'any 1882.
Flangini és considerat com una figura important de transició dintre del seu sector al Partit Colorado. La seva tasca va ser fonamental en un temps de crisi política a l'Uruguai, un país que encara no tenia un segle de vida. Va succeir a Francisco Antonio Vidal com a president de la República el 1882. Poc temps després va deixar el poder en mans del militar i dictador Máximo Santos.
Va morir a Montevideo el 1900, amb 76 anys.